# مارتین زیلفیمیان
مارتین گریگوری زیلفیمیان (ارمنی: Մարտին Գրիգորի Զիլֆիմյան؛ زادهٔ ۱۰ نوامبر ۱۹۵۶) یک سیاستمدار اهل ارمنستان است که از تاریخ ۱۹۹۵ تا تاریخ ۱۹۹۹ سمت نمایندگی دوره اول مجلس ملی جمهوری ارمنستان را برعهده داشت.

## زندگی‌نامه
در ۱۰ نوامبر ۱۹۵۶ در لنیناکان به دنیا آمد و از دانشگاه دولتی شیراک و دانشگاه ملی پلی‌تکنیک ارمنستان فارغ‌التحصیل شد. 